# Isla Wrangell
Isla Wrangell (en inglés: Wrangell Island) es una isla que se encuentra en el archipiélago Alexander en el sudeste del estado norteamericano de Alaska. Tiene 48 km (30 millas) de largo y 23,8 km (03,14 millas) de ancho. Tiene una extensión territorial de 544,03 km ² (210,05 millas cuadradas), por lo que es la vigésimo novena (29) isla más grande de los Estados Unidos. Wrangell está separada del continente por el estrecho Canal de Blake.
Esta isla fue ocupada en 1834 por los rusos. Lleva el nombre de Ferdinand von Wrangel, un explorador alemán Báltico al servicio de Rusia, y funcionario del gobierno. De 1867 a 1877 fue un puesto militar de Estados Unidos, y más tarde se convirtió en un punto de equipamiento para los cazadores, exploradores, y los mineros utilizaban la ruta del Río Stikine para ir al Yukón.
La isla contiene la ciudad de Wrangell. El territorio es muy boscoso y contiene abundancia de vida silvestre. La única otra comunidad, Thoms esta en el lado suroeste, a través del Estrecho de Zimovia cerca de la Isla Etolin. La población total de Wrangell Isla fue de 2.401 en el censo de 2000.
Pesca y la minería persisten en la zona. Un aserradero cerró en 1990. La isla y sus alrededores contienen muchas zonas de recreo. Esta en la desembocadura del río Stikine, que proporciona muchas oportunidades de recreación.